# Pietro Francisci
Pietro Francisci (Roma, 9 de septiembre de 1906-1977) fue un  director de cine italiano, más conocido por dirigir la película Hércules (1958), inspirada en el cine histórico de aventuras, muy popular en los años 60. Su carrera cambió radicalmente con la dirección de la película de ciencia ficción 2+5 Missione Hydra.

## Biografía
Licenciado en Derecho, a finales de los años treinta realizó una serie de documentales y, a veces, cortometrajes, que le valieron premios internacionales.
Pasó al cine y a partir de los años cincuenta se dedicó a iniciativas más comerciales, por ejemplo, la continuación del entonces exitoso ciclo basado en personajes históricos legendarios, en particular aquellos con una fuerza increíble: Maciste, Hércules, Ursus y otros.

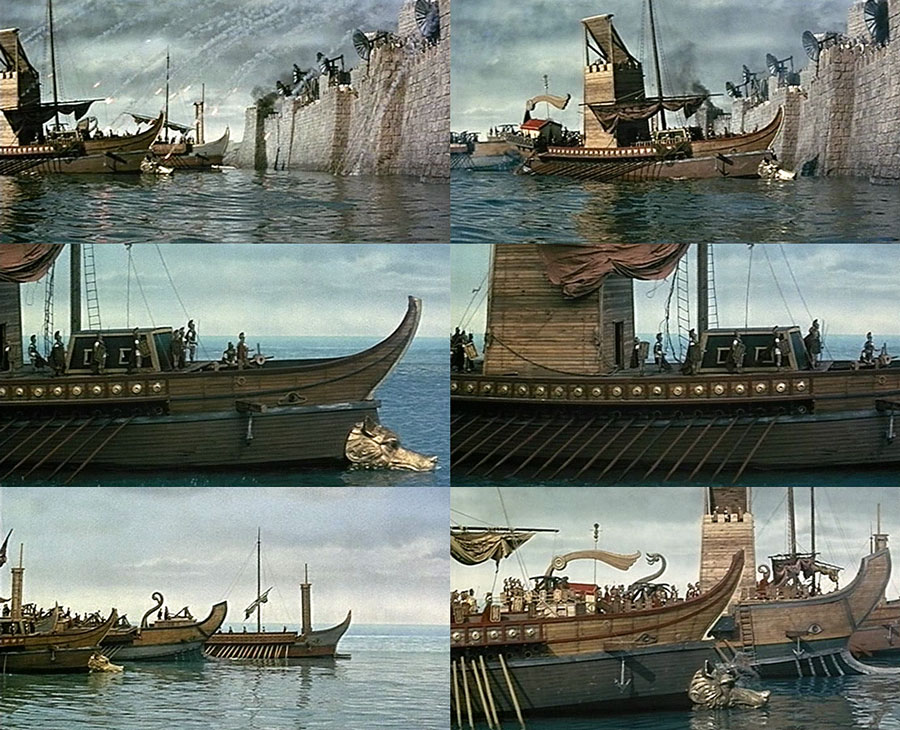
Imágenes de L'assedio di Siracusa (1960).

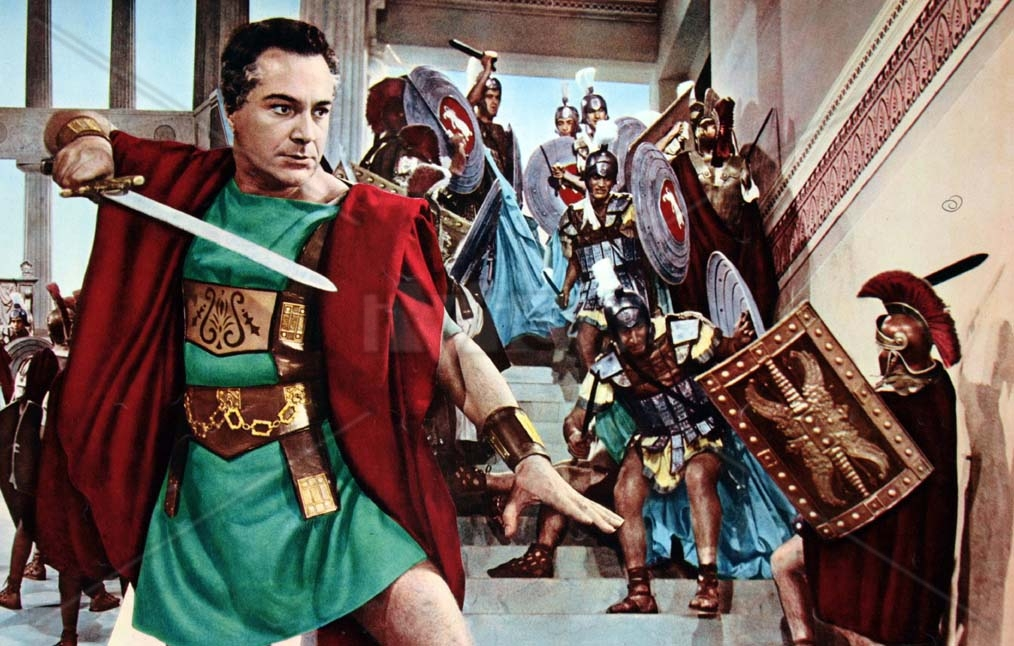
Rossano Brazzi en L'assedio di Siracusa.

## Filmografía
- Rapsodia in Roma (1934)
- La mia vita sei tu (1935)
- Edizione straordinaria (documental de 1941)
- Los episodios Ritmi nuovi y Sui pattini a rotelle de la película Il cinema delle meraviglie (1945)
- Io t'ho incontrata a Napoli (1946)
- Natale al campo 119 (1948)
- Antonio di Padova (1949)
- Il leone di Amalfi (1950)
- Le meravigliose avventure di Guerrin Meschino (1951)
- La regina di Saba (1952)
- Atila: hombre o demonio (Attila, 1954)
- Orlando e i paladini di Francia (1956)
- Hércules (1958)
- Hércules encadenado (Ercole e la Regina di Lidia, 1959)
- Saffo, venere di Lesbo (1960)
- L'assedio di Siracusa (1960)
- Ercole sfida Sansone (1963)
- 2+5 Missione Hydra (1966)
- Simbad e il califfo di Bagdad (1973)